# Eduard-Ploier-Preis
Der Eduard-Ploier-Preis und der Eduard-Ploier-Journalistenpreis sind Geldpreise für besondere Leistungen der Entwicklungszusammenarbeit im Ausland und in der entwicklungspolitischen Bildungsarbeit in Österreich.

## Beschreibung
Die nach Eduard Ploier benannten Preise werden von einem Kuratorium seit 1999 bzw. 2001 alle zwei Jahre ausgeschrieben und vergeben und ist insgesamt mit 22.000 Euro dotiert.
Die Trägerschaft des Preises wird durch ein Kuratorium repräsentiert, dem Vertreter des Landes Oberösterreich, der Diözese Linz,
des ORF OÖ, der Bezirksrundschau GmbH, der Raiffeisenlandesbank Oberösterreich, des Bildungshauses Schloss Puchberg, der Katholischen Aktion und
HORIZONT3000 angehören. Das Kuratorium schreibt den Preis aus und bestimmt die Jury für die Auswahl der Preisträger.

## Preisträger

### 1999
- Johann Gnadlinger, Horizont 3000, Klimaangepaßte Lebensweise und Wasservorsorge in Brasilien
- Rudolf Hubmann, Aktion Österreicher helfen Afghanen
- Georg Hubmer, Fairer Handel, Ried im Traunkreis
- Sr. Elfride Jagersberger, Kolumbien
- Roland Spendlingwimmer, Costa Rica
- Bischofsvikar Franz Windischhofer, Peru

### 2001
- Sr. Hildegard Litzlhammer, Kongo-Kinshasa
- Pfarrer Alcantara Gracias, Steyr
- Johann Außerhuber, Braunau am Inn
- Journalistenpreis: Roland Huber, ORF-Landesstudio Oberösterreich

### 2003
- P. Josef Denkmayr, Ghana
- P. Robert Eckerstorfer, Bolivien
- Alois Pernsteiner, Hamerlingschule Linz
- Dieter Stadler, Casa de los tres mundos, Granada, Nicaragua
- Journalistenpreis: Jürgen Tröbinger, Oberösterreichische Rundschau

### 2005
- Pater Hubert Leeb, Zentrum "Esperanca de Deus", Brasilien
- Doris Kroll, Horizont 3000 in Nicaragua
- Sr. Hildegard Enzenhofer, Haus "Beit Emmaus" in Palästina
- Sr. Roswitha Karrer, Arbeitskreis "Eine Welt" der Pfarre St. Anna in Steyr
- Journalistenpreis: Josef Wallner (Journalist), Kirchenzeitung der Diözese Linz

### 2007
- Tina Demmelbauer, Eine-Welt-Kreis, Zell an der Pram
- Johannes Riedl, OÖ. Rotary Club und Peter Neuner, Rotary Club Freistadt, Müttergesundheit in Nigeria
- Primar Manfred Dichtl sen., Manfred Dichtl jun. und Doris Dichtl, Augenärzte in Äthiopien
- Günther Punz, HS Hofkirchen, Projekt Altamira – Brasilien
- Journalistenpreis: Heidi Riepl, OÖ. Nachrichten

### 2009
- Otto Hirsch
- Monika Mensah Offei
- Prälat Josef Ahammer
- Andreas Gruber
- Journalistenpreis: Ernst Gansinger

### 2011
- Schwester Karoline Hörleinsberger vom Orden der Salvatorianerinnen (wirkt seit 35 Jahren in Ntita in der Republik Kongo als Krankenschwester und Hebamme)
- Alois Dunzinger aus Ottensheim (unterstützt im Verein Initiative für eine gerechte Welt in Ottensheim seit 1983 Projekte in 17 verschiedenen Entwicklungshilfeländern, darunter das  Projekt Agadez-Ottensheim/Muu-Mode als Brücke in Niger)
- Irmgard Prestel (unterstützt das Anfang der 1990er-Jahre das von ihr gegründete Sozial- und Rehabilitationszentrum für Kinder und Jugendliche mit Behinderung in der kleinen Stadt San Ignacio de Velasco im Departamento Santa Cruz in Bolivien, Frau Prestel ist 82 Jahre alt und lebt seit den 1950er-Jahren in Bolivien)
- Ferdinand Reindl (unterstützt ein Hilfsprojekt in dem von der tibetischen Volksgruppe Tamang bewohnte Dorf Thadi in Nepal rund 150 Kilometer von Kathmandu entfernt auf 1900 bis 2500 m Seehöhe)
- Journalistenpreis: Maria Katharina Moser (ORF Orientierung) und Gabriele Hanke (freie Kamerafrau, u. a. für den ORF tätig)

### 2013
Die Verleihung des Eduard-Ploier-Preises 2013 erfolgte am 24. Juni 2013 durch Landeshauptmann Josef Pühringer und Diözesanbischof Ludwig Schwarz:
- August Spaller von der Katholischen Aktion der Pfarre Perg, Sabinkreis für das Projekt Ausbildung der Kinder und Jugendlichen in Lubumbashi und Kolwezi in der Demokratischen Republik Kongo.
- Lore Beck, Kuratorin der Evangelischen Pfarrgemeinde A.B. Linz Innere Stadt für das Projekt Enampore in der Provinz Casamance im Südsenegal.
- Sonja Horsewood-Jemc, Obfrau des Vereins Helfende Hände – Helping Hands für das Projekt Bau und Ausbau der Community School in Mtwapa in Kenia.
- Kurt Haslinger, Obmann des Vereins PRO WATSCHINGER für das Projekt PRO WATSCHINGER – Ein Leben im Dienst der Maasai, eine Initiative des OÖ Cartellverbandes für Wasso und Endulen Hospital in Tansania.
- Journalistenpreis: Christine Haiden (Chefredakteurin "Welt der Frau") und René Laglstorfer (Freischaffender Journalist "Steyrer Pressebüro").

### 2015
Bei der Preisverleihung am 29. Juni 2015 wurden folgende Preisträger ausgezeichnet:
- Brave Aurora, Ghana-Projekt von Fachhochschulabsolventen
- Johann Gmeiner, Dechant und Stadtpfarrer von Grieskirchen, Engagement für Tansania, Nigeria, Indien und Brasilien
- Bertholde Polterauer, Missionarin vom Kostbaren Blut, Kloster Wernberg, jahrzehntelang auf Missionseinsatz in Zimbabwe
- Johann Winkler, Bad Leonfelden, Nepalhilfe Aruntal
- Bruno Plunger, Initiative Eine Welt Braunau, u. a. Schulpartnerschaftsprojekt der HTL Braunau mit einer Schule in León, Nicaragua
- Josef Linsmaier, Projekt Ruy Barbosa (Zisternenbau, Aus- und Weiterbildung von Jugendlichen), Brasilien
- Journalistenpreis: Renate Stockinger, Indien- und Nicaragua-Berichte mit Blick auf die Situation der Frauen.

### 2017
Bei der Preisverleihung am 20. Juni 2017 wurden folgende Preisträger ausgezeichnet:
- Childrenplanet – Verein für die internationale Entwicklungszusammenarbeit, Obmann Christian Gsöllradl-Samhaber, für die Projekte „HopefulWaterProject, Evergreen School, Teachers Incentives Program und Holzwerkstätten – Ausbildung Jugendlicher in Kambodscha“
- Ingrid Gumpelmaier-Grandl, Eferding, für das Projekt „Fairytale FAIR Fashion – Fair-TradeMode-Projekt in Nepal“
- Pro Sudan, Obmann Johann Rauscher, für das Projekt „Hilfe zur Selbsthilfe im Südsudan“
- Schwester Johanna Brandstetter CPS von den Missionsschwestern vom Kostbaren Blut; für ihr Lebenswerk
- Journalistenpreis: Karin Maria Bayr (Redaktionsleiterin bei der BezirksRundschau Rohrbach)[4]